# Xylocopa gracilis
Xylocopa gracilis är en biart som beskrevs av Dusmet y Alonso 1923. Xylocopa gracilis ingår i släktet snickarbin, och familjen långtungebin. Inga underarter finns listade i Catalogue of Life.